# خوليو دياز
خوليو دياز (بالإسبانية: Julio Díaz)‏ مواليد 24 ديسمبر 1979 في ولاية ميتشواكان، المكسيك، هو ملاكم مكسيكي يصنف ضمن فئة وزن الوسط. حقق بطولة الاتحاد الدولي للملاكمة.

## إحصائيات
خاض خلال مسيرته 51 نزالا، فاز في 40 وتعادل في 1 وخسر في 10. فاز بالضربة القاضية في 29 نزالا.

## روابط خارجية
- خوليو دياز على موقع بوكس ريك (الإنجليزية) (registration required)
- خوليو دياز على موقع AS.com (الإسبانية)